# Cat's in the Cradle
Cat's in the Cradle è un singolo del 1974 del cantante Harry Chapin, estratto dell'album Verities & Balderdash.

## Descrizione
Pubblicato nel 1974, ottenne un buon successo entrando al sesto posto nella Billboard Hot 100. La canzone divenne un punto di riferimento della musica folk rock, ed il brano più conosciuto dell'artista.

## Le cover
Nel 1990 la leggenda del country Johnny Cash pubblica una versione country del brano nel suo album Boom Chicka Boom.

### Versione degli Ugly Kid Joe
Nel 1993 il gruppo musicale statunitense Ugly Kid Joe pubblicò una cover. Il singolo entrò nell'Australian Singles Chart e divenne una hit di successo in altri paesi, tra cui: Irlanda, Nuova Zelanda, Norvegia, Svezia e Stati Uniti.

#### Tracce
1. Cat's in the Cradle – 4:05 (H. Chapin, S. Chapin)
2. Panhandlin' Prince – 5:42

#### Versione maxi
1. Cat's in the Cradle – 4:05 (H. Chapin, S. Chapin)
2. Panhandlin' Prince – 5:42
3. Whiplash Liquor (live) – 3:46
4. Neighbor (live) – 4:40 (Eichstadt, Crane)

#### Formazione
- Whitfield Crane - voce
- Klaus Eichstadt - chitarra
- Dave Fortman - chitarra
- Cordell Crockett - basso
- Mark Davis - batteria

#### Classifiche
| Classifica             | Posizione massima |
| ---------------------- | ----------------- |
| Official Singles Chart | 7                 |
| Billboard Hot 100      | 6                 |
| Pop Songs              | 11                |